# Paranaches simplex
Paranaches simplex is een keversoort uit de familie boktorren (Cerambycidae). De wetenschappelijke naam van de soort is voor het eerst geldig gepubliceerd in 1928 door Pic.